# Stanisław Brzósko
Stanisław Brzósko (ur. 10 czerwca 1874 w Zamołodyczach, zm. 12 lipca 1963 w Łomiankach) – pszczelarz, nauczyciel, działacz społeczny, bratanek generała i naczelnego kapelana powstania styczniowego ks. Stanisława Brzóski.

## Życiorys

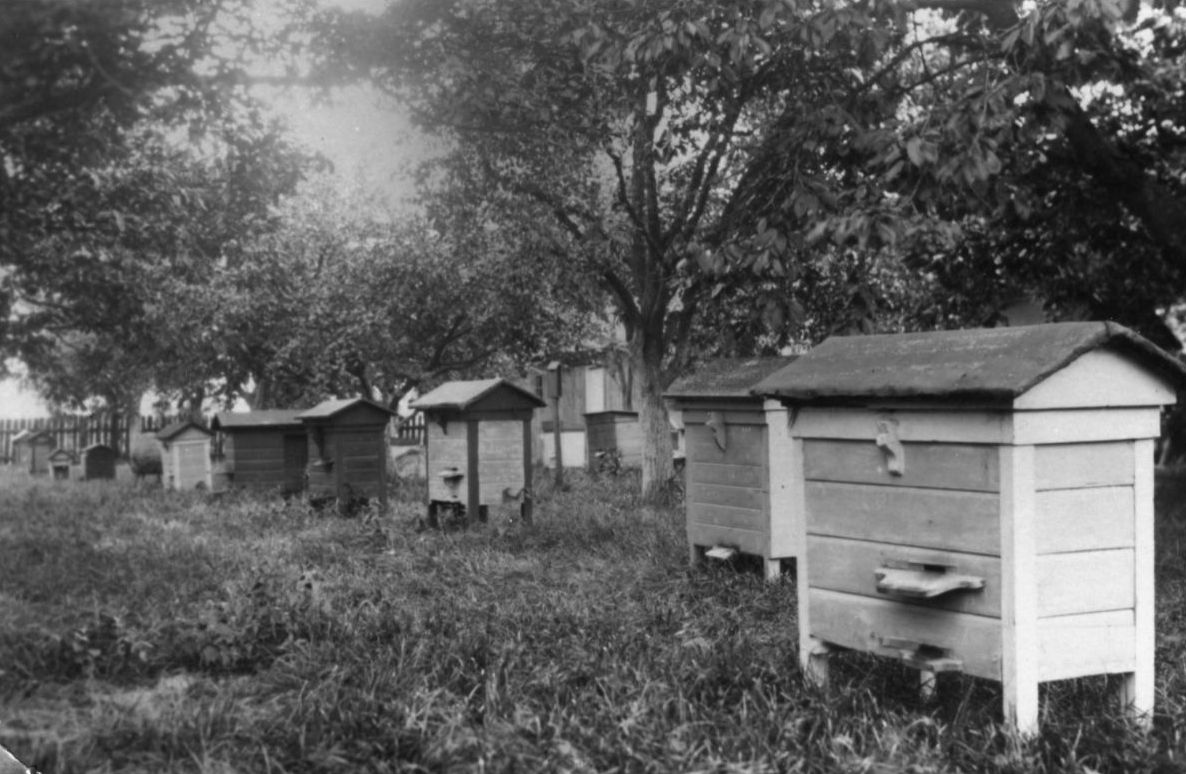
Pasieka Stanisława Brzósko w Łomiankach pod Warszawą

Przerwał naukę w szkole średniej w Chełmie, by podjąć pracę zawodową. Równocześnie odbywał praktyki ogrodnicze i pszczelarskie u prof. Edmunda Jankowskiego i w warszawskim Ogrodzie Botanicznym. Przeszedł dwuletnie kursy pszczelniczo-ogrodnicze w Warszawie. Od 1898 pracował jako objazdowy ogrodnik na Lubelszczyźnie, zakładając i prowadząc przypałacowe parki, ogrody, palmiarnie. W 1901 przyjął stanowisko nauczyciela ogrodnictwa i pszczelnictwa w Szkole Rolniczej w Pszczelinie k. Brwinowa, gdzie pracował 10 lat. W latach 1904–1905 był dyrektorem tejże szkoły. W latach 1911–1918 gospodarował na dzierżawnym folwarku. W 1918 kupił kilkadziesiąt hektarów ziemi w Łomiankach pod Warszawą, gdzie przeniósł swoją pasiekę i założył szkółkę drzew owocowych o nazwie Pszczółki. W latach 1920–1925 prowadził referat pszczelniczy w Ministerstwie Rolnictwa. W latach 1930–1938 był wykładowcą w Szkole Pomologicznej w Warszawie.
W latach 1925–1927 sprawował funkcję prezesa Wszechsłowiańskiego Związku Pszczelarzy. Przez 15 lat redagował czasopisma pszczelarskie. Wydawał też książki, które cieszyły się ogromną popularnością, zwłaszcza w środowisku wiejskim. 
Z żoną Czesławą z domu Tyszka (1877–1960) miał trzy córki: Jadwigę (1906–1982), żonę Jana Guderskiego, Halinę (1907–1984), dziennikarkę redakcji rolnej Polskiego Radia i Stanisławę (1905–1963), żonę Włodzimierza Wilkanowicza oraz syna Tadeusza (1918–1995), działacza sportowego, prezesa PZPS (1957–1969).
Zmarł w Łomiankach. Spoczywa razem z żoną i synem na cmentarzu parafialnym w Kiełpinie.

## Publikacje
- Praktyczne pszczelnictwo (15 wydań w l. 1904–1956)
- Zgnilec u pszczół, jego leczenie i zapobieganie (1910)
- Gospodarka w ulach nadstawkowych (1923)
- Jak założyć i prowadzić pasiekę (1934)
- Pasieka w ogródku miłośnika (1936)
- Pasieka w zagrodzie wiejskiej (1947)
- Pszczelnictwo (1950)